# Carl Hermann Berendt
Carl Hermann Berendt, född den 12 november 1817 i Danzig, död den 12 april 1878 i Guatemala, var en tysk etnograf.
Berendt utvandrade 1851 som läkare till Centralamerika. Vid sidan av sin praktik sysselsatte han sig med naturvetenskapliga, geografiska och särskilt etnografiska forskningar. Utöver flera tidskriftsartiklar offentliggjorde han Remarks on the centres of ancient civilisation in Central-America (1876) och, i förening med Edwin Rockstroh, Los indigenas de la America central y sus idiomas (1878). Bland hans efterlämnade manuskript fanns en grammatik över mayaspråket.